# Barranca (Pérou)
Pour les articles homonymes, voir Barranca.
Barranca est une ville du centre du Pérou, dans la Province de Barranca et dans région de Lima.
La population était de 54 463 habitants en 2007.